# Wulfila (djur)
Wulfila är ett släkte av spindlar. Wulfila ingår i familjen spökspindlar.

## Dottertaxa tillWulfila, i alfabetisk ordning[1]
- Wulfila albens
- Wulfila albus
- Wulfila arraijanicus
- Wulfila bryantae
- Wulfila coamoanus
- Wulfila diversus
- Wulfila fasciculus
- Wulfila fragilis
- Wulfila gracilipes
- Wulfila immaculatus
- Wulfila immaculellus
- Wulfila inconspicuus
- Wulfila innoxius
- Wulfila inornatus
- Wulfila isolatus
- Wulfila longidens
- Wulfila longipes
- Wulfila macer
- Wulfila macropalpus
- Wulfila maculatus
- Wulfila mandibulatus
- Wulfila modestus
- Wulfila pallidus
- Wulfila parvulus
- Wulfila pavidus
- Wulfila pellucidus
- Wulfila pretiosus
- Wulfila proximus
- Wulfila pulverulentus
- Wulfila saltabundus
- Wulfila sanguineus
- Wulfila scopulatus
- Wulfila spatulatus
- Wulfila spinosus
- Wulfila sublestus
- Wulfila tantillus
- Wulfila tauricorneus
- Wulfila tenuissimus
- Wulfila tinctus
- Wulfila tropicus
- Wulfila ventralis
- Wulfila wunda